# Gabriel von Herbert-Rathkeal
Freiherr Gabriel von Herbert-Rathkeal (* 21. Dezember 1832; † 3. März 1889 in Stuttgart) war kaiserlich österreichisch-ungarischer Diplomat und Kämmerer.
Seine Eltern waren der Feldmarschall-Lieutenant Heinrich Constantin von Herbert-Rathkeal und dessen Ehefrau die Freiin Amalie Degrazia von Podgozdam (* 5. Juli 1798; † 29. August 1874).
Zu Beginn seiner Laufbahn wurde er dem Generalkonsulat in Smyrna zugewiesen, dann diente er als Dolmetscher und später als Legationssekretär bei der Gesandtschaft in Konstantinopel. Von dort kam er 1861 nach Athen und war 1865 von 1869 in Stockholm tätig. Er erwarb sich große Verdienste, um die österreichische Expedition nach Ostasien und Südamerika unter Konter-Admiral Anton von Petz. Dafür erhielt er am 15. März 1871 das Ritterkreuz des österreichischen Leopold-Orden sowie 1872 auch das Offizierskreuz des belgischen Leopoldsordens. Er kam 1874 als Botschaftsrat nach Konstantinopel und wurde 1879 Ministerresident in Belgrad. Dort verhandelte er den österreichisch-serbischen Geheimvertrag von 1881. Bei seiner Abberufung wurde er am 26. September 1881 zum außerordentlichen Gesandten und bevollmächtigten Minister ernannt und in dieser Position nach Dresden versetzt. Von Sachsen aus wurde er Ende 1888 an den Hof nach Stuttgart versetzt, dazu erhielt er das Großkreuz des Franz-Joseph-Ordens. Er starb 1889 in Stuttgart an einem Herzinfarkt.
Herbert-Rathkeal heiratete am 8. November 1875 mit Phenarette Stavros (* 16. August 1840 in Athen) Witwe des königlichen Adjutanten Wilhelm von Funch († 1872). Die Ehe war kinderlos.